# Alberto Saiz Cortés
Alberto Saiz Cortés (Cuenca, 9 d'agost de 1953) és un polític espanyol del PSOE, director del Centre Nacional d'Intel·ligència (CNI) entre 2004 i 2009.
Enginyer tècnic de muntanyes, va ser director general a Castella-la Manxa de Medi Natural i director general de Medi Ambient Natural de la Conselleria d'Agricultura, així com Conseller d'Indústria i Treball de la Junta de Comunitats de Castella-la Manxa durant el mandat com a President de José Bono. El 20 d'abril de 2004, una vegada que Bono va ser nomenat Ministre de Defensa, va rellevar a Jorge Dezcallar com a director del CNI i va mantenir el seu lloc després que Bono deixés el Ministeri i es fes càrrec d'ell José Antonio Alonso.
Va comparèixer a la comissió d'investigació dels atemptats de Madrid de l'11 de març de 2004 al Congrés dels Diputats on va revelar que el CNI i el seu antecessor en el càrrec no van participar en les reunions d'alt nivell fetes els dies posteriors als atemptats de Madrid. El 2005 va sostenir que el govern de José María Aznar podria haver evitat els atemptats si hagués parat atenció als informes del CNI, manifestant que:
| « | Abans de l'11-S i l'11-M, les societats democràtiques no tenien un sentiment de falta de seguretat, però el risc existia. Els serveis d'intel·ligència van fer la seva feina i, al meu entendre, les autoritats polítiques no van ser capaces de valorar prou aquella informació que, ben utilitzada, podria haver servit per evitar aquestes matances. | » |

Per aquesta raó, Mariano Rajoy, president del Partit Popular, demanà la seva dimissió.

## Dimissió com a director del CNI
El 2 de juliol de 2009, Saiz va dimitir del lloc de director del CNI després de diversos atacs i crítiques a la seva gestió. L'abril, el diari El Mundo va publicar una informació que assegurava, segons fonts del mateix CNI, que Saiz havia utilitzat en diverses ocasions recursos i fons públics del Centre per a ús personal i gaudi durant els seus viatges a l'estranger de caràcter professional. El 20 de maig va comparèixer davant de la comissió de Defensa del Congrés dels Diputats afirmant que "mai" no havia usat diners públics per sufragar "cap despesa personal ni privada".
El juny, després de les crítiques del Partit Popular arran de nova informació sorgida i l'afirmació de Zapatero que el director explicaria el succeït, Saiz va comparèixer una segona vegada en el Congrés davant de la comissió de Despeses Reservades aportant diverses factures que segons ell confirmaven que les despeses en assumptes personals, com activitats de pesca i cacera, eren pagades amb els seus diners. Mentrestant, el diari El Mundo continuà publicant informació, amb major detall, sobre els viatges a l'estranger realitzats per Saiz entre 2004 i 2008, i les activitats que en ells va realitzar. Malgrat les justificacions donades, el Partit Popular continuà criticant la seva gestió al·legant que les excuses donades eren insuficients i que danyaven la imatge del cos, criticant a més l'actitud de la Ministra de Defensa Carme Chacón per la seva passivitat. La ministra, una setmana abans de la dimissió de Saiz i un dia després de la compareixença d'aquest, va demanar un informe complet sobre la situació del CNI.